# Dakaria pristina
Dakaria pristina is een mosdiertjessoort uit de familie van de Watersiporidae. De wetenschappelijke naam van de soort is voor het eerst geldig gepubliceerd in 1883 door Hincks.